# Farimaké
Farimaké est une commune rurale du Mali de l'arrondissement de Gathi-Loumo, dans le cercle de Youwarou et la région de Mopti. Elle a pour chef-lieu la localité de Gathi-Loumo.

## Villages
La commune s'étend sur 34 localités relevées lors du recensement général de 2009. 
Les villages les plus peuplés sont :
- Gathi Loumo (1 965 habitants)
- Tiouki (658 habitants)
- Sourango (608 habitants)